# Taure Estatili Corví
Taure Estatili Corví (en llatí: Titus Statilius Corvinus) o Tit Estatili Taure Corví (Titus Statilius Taurus Corvinus; en grec antic: Τίτος Στατίλιος Ταύρος Κουρβίνος) va ser un magistrat romà que va néixer al segle i. El seu pare era Tit Estatili Taure, cònsol l'any 11. La seva mare es deia Valèria Messalina, i era filla de Marc Valeri Messala Corví. Un germà seu, Tit Estatili Taure, va ser cònsol l'any 44.
Va ser elegit cònsol l'any 45 junt amb Marc Vinici. Era probablement el mateix Estatili que va conspirar contra l'emperador Claudi juntament amb Servi Asini Cèler.